# Echinomya fulgipennis
Echinomya fulgipennis là một loài ruồi trong họ Tachinidae.